# Scopula manifesta
Scopula manifesta är en fjärilsart som beskrevs av Louis Beethoven Prout 1911. Scopula manifesta ingår i släktet Scopula och familjen mätare. Inga underarter finns listade.